# Лю Ао
Лю Ао (кит.: 劉驁;, 51—7 до н. е.) — 11-й імператор династії Хань у 33—7 роках до н. е. Храмове ім'я Чен-ді.

## Життєпис
Народився в 51 році до н. е. у родині імператора Лю Ши. Незважаючи на те, що Лю Ао не особливо цікавився державними справами, він був обраний спадкоємцем трону з огляду на те, що був сином імператриці. після смерті батька у 33 році до н. е. став імператором під ім'ям Чен-ді. Проте фактично правила імперією його мати Ван та її родина, представники якої отримували найвищі посади й титули. В результаті корупція досягла жахливих розмірів, а бунти і селянські повстання стали спалахувати по всій країні. Втім Чен-ді більше цікавився розвагами та жінками. Він лише іноді втручався у державні справи. 
Але намагався продовжувати політику скорочення витрат на імператорський двір. До столиці перенесено храми Неба й Землі, щоб скоротити витрати на переїзди імператора до таких же храмів, що були далеко за межами столиці. 30 року до н. е. відбувся розлив річки Хуанхе. За наказом імператора за 36 діб було побудовано комплекс гребель, який ліквідував це стихийне лихо. Цей період правління отримав назву «Підкорення ріки». Помер імператор у 7 році до н. е. від передозування афродизіаками, які дала його наложниця Чжао Хеде. Перед тим Лю Ао затвердив спадкоємцем трону  свого небожа Лю Сіня.